# Arild Andersen

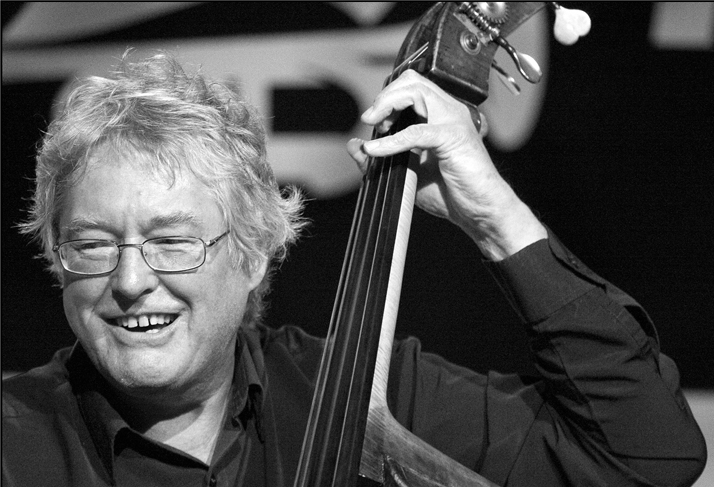
Arild Andersen, North Sea Jazz Festival 2007

Arild Andersen (Strømmen, Akershus, 27 oktober 1945) is een Noors jazzbassist. Zijn terrein varieert van freejazz tot jazzrock en new age.
Hij kreeg zijn opleiding als bassist van George Russell. Zijn muzikale carrière begon als bassist in het kwartet van Jan Garbarek. Van 1967 tot 1973 speelde hij samen met Garbarek, Terje Rypdal en Jon Christensen. Daarnaast speelde hij ook samen met Karin Krog en met een reeks andere musici waaronder Stan Getz, Phil Woods, Dexter Gordon, Bill Frisell, Hampton Hawes, Johnny Griffin, Sonny Rollins en Chick Corea. Verdere optredens kwamen met Don Cherry, George Russell en Tomasz Stańko.
Andersens solomuziekalbums verschijnen op het platenlabel ECM Records. In januari 2009 werd hij door de Franse "Académie du Jazz" uitgeroepen tot Musicus van het jaar.

## Solo discografie
- Esoteric circle
- Afric pepperbird met Jan Garbarek, 1970
- Sart met Jan Garbarek, 1971
- Terje Rypdal met Terje Rypdal, 1971
- Triptykon met Jan Garbarek, 1972
- Clouds in my head met Pål Thowsen, Jon Balke en Knut Risnæs, 1975
- Shimri met Pål Thowsen, Lars Janson en Juhani Aaltonen, 1976
- Green shading into blue, 1978
- Lifelines met Kenny Wheeler, Steve Dobrogosz en Paul Motian, 1980
- Molde Concert met Bill Frisell, John Taylor en Alphonse Mouzon, 1982
- Masqualero met Jon Christensen, Jon Balke, Tore Brunborg en Nils Petter Molvær, 1983
- Bande a part met Nils Petter Molvær, Tore Brunborg, Jon Balke en Jon Christensen, 1986
- Aero, met Jon Christensen, Tore Brunborg, Nils Petter Molvær en Frode Alnæs, 1988
- Re-Enter met Jon Christensen, Tore Brunborg, en Nils Petter Molvær, 1989
- Sagn met Kirsten Bråten Berg, Naná Vasconcelos, Frode Alnæs, Bendik Hofseth en Bugge Wesseltoft, 1991
- If you look far enough met Ralph Towner, Naná Vasconcelos en Audun Kleive, 1993
- Arv met Kirsten Bråten Berg, Naná Vasconcelos, Frode Alnæs, Bendik Hofseth, Bugge Wesseltoft en Paolo Vinaccia, 1993
- Kristin Lavransdatter met Tore Brunborg, Reidar Skår en Paolo Vinaccia, Streichquartett en Chor, 1995
- Hyperborean met Bendik Hofseth, Tore Brunborg, Kenneth Knudsen en dem Cikada Streichquartett, 1997
- Sommerbrisen met Frode Alnæs en Stian Carstensen, 1998
- Frode Alnæs met Stian Carstensen,
- Achirana met Vassilis Tsabropoulos en John Marshall, 2000
- Karta met Markus Stockhausen, Patrice Héral en Terje Rypdal, 2000
- The Sign, 2002
- Electra met Arve Henriksen, Eivind Aarset, Paolo Vinaccia, Patrice Héral, Nils Petter Molvær, Savina Yannatou, Chrysanthi Douzi, Elly-Marina Casdas en Fotini-Niki Grammenou, 2002-03
- Joyosa met Markus Stockhausen, Ferenc Snétberger en Patrice Héral, 2004
- Moonwater met Carsten Dahl en Patrice Heral, 2004
- The Triangle met Vassilis Tsabropoulos en John Marshall, 2004
- Nomad met het Ferenc Snétberger Trio, 2005
- Electric Treasures met Markus Stockhausen, Patrice Héral, Vladislav Sendecki , 2008
- Live at Belleville (2008)